# Lowkey
Kareem Dennis (né le 23 mai 1986 à Londres), plus connu sous son nom de scène Lowkey, est un rappeur  et activiste politique britannique. Il se fait connaître avec une série de mixtapes avant ses 18 ans, avant de se retirer temporairement de l'industrie musicale.
Il revient à partir de 2008, s'affichant à la BBC et lors de différents festivals (Oxegen, T in the Park ou Glastonbury) pour la promotion de son premier album Dear Listener et dans le cadre de sa participation au supergroupe Mongrel. Son deuxième album, Soundtrack to the Struggle, sort en 2011.
Après une pause musicale de cinq ans, il sort plusieurs singles entre 2016 et 2018 pour préparer la sortie de son troisième album, Soundtrack to the Struggle 2

## Jeunesse
Kareem Dennis est né à Londres d'un père anglais et d'une mère irakienne. Il commence à rapper à partir de 12 ans, imitant d'abord l'accent des artistes américains avant de commencer à utiliser le sien. Il participe alors à des sessions open mic de la scène londonienne. C'est là qu'il prend le nom de scène Lowkey.

## Activisme politique
Dennis se définit comme antisioniste et soutient la Palestine Solidarity Campaign. Il estime que le sionisme est une idéologie « colonialiste » coupable de « nettoyage ethnique ».
En février 2009, il visite plusieurs camps de réfugiés en Cisjordanie et y effectue des concerts caritatifs pour financer la reconstruction de la bande de Gaza à la suite de l'offensive israélienne de 2008-2009. Il est appréhendé par la police israélienne à l'aéroport Ben Gourion pendant 9 heures durant lesquelles il est interrogé et se voit confisquer son passeport.